# Bikafejű cápa
A bikafejű cápa (Heterodontus francisci) a porcos halak (Chondrichthyes) osztályának bikafejűcápa-alakúak (Heterodontiformes) rendjébe, ezen belül a bikafejűcápa-félék (Heterodontidae) családjába tartozó faj.

## Előfordulása
A bikafejű cápa előfordulási területe a Csendes-óceán keleti felén és Észak-Amerika nyugati partvidékén van. Kalifornia partjainak középső részétől egészen a Kaliforniai-öbölig található meg. Talán Ecuadorig és Peruig is elér az elterjedése.

## Megjelenése
Az átlagos hossza 97 centiméter, de elérheti a 122 centimétert is. Azonban 59 centiméteresen már felnőttnek számít. A két hátúszóján 1-1 darab tüske található. A zöldesbarnás testén, több fekete, folt és petty helyezkedik el. A mellúszói erősek; velük „mászik” a tengerfenéken.

## Életmódja
Szubtrópusi porcoshal-faj, amely 0-152 méteres mélységek között él, bár általában csak 2-11 méteres mélységek között tartózkodik. Éjszaka vadászik, nappal sziklarepedésekbe rejtőzködik. A kavicsos és homokos tengerfenéket, valamint az ottani térségben élő óriás barnamoszaterdőket kedveli. Fenéklakó gerinctelenekkel, mint például tengerisünökkel, rákokkal és puhatestűekkel táplálkozik, néha csontos halakat is elkap.
A legidősebb ismert példány 12 éves volt.

## Szaporodása
Mint minden cápa, a bikafejű cápa is belső megtermékenyítés által szaporodik. A párzás 40 percet is tarthat. A tojástokot rakó cápák egyike. A nőstény méretétől és állapotától függően 11-14 tojástokot rakhat; ezeket 4 hónap alatt tojja ki. A tojástokon csavarszerű kinövések vannak, melyek segítségével megkapaszkodnak a sziklarésekbe. A kikeléshez 7-9- hónap kell, hogy elteljen. A kis cápák csak egy hónap után kezdenek vadászni, addig a szikzacskóból élnek.

## Felhasználása
Habár ehető cápafaj, az efféle halászata csak kismértékű. Annál többet fognak be belőle a városi akváriumok számára. Veszély esetén védekezik: tüskéi és a harapása is fájdalmas, viszont emberre nem életveszélyes.

## Képek

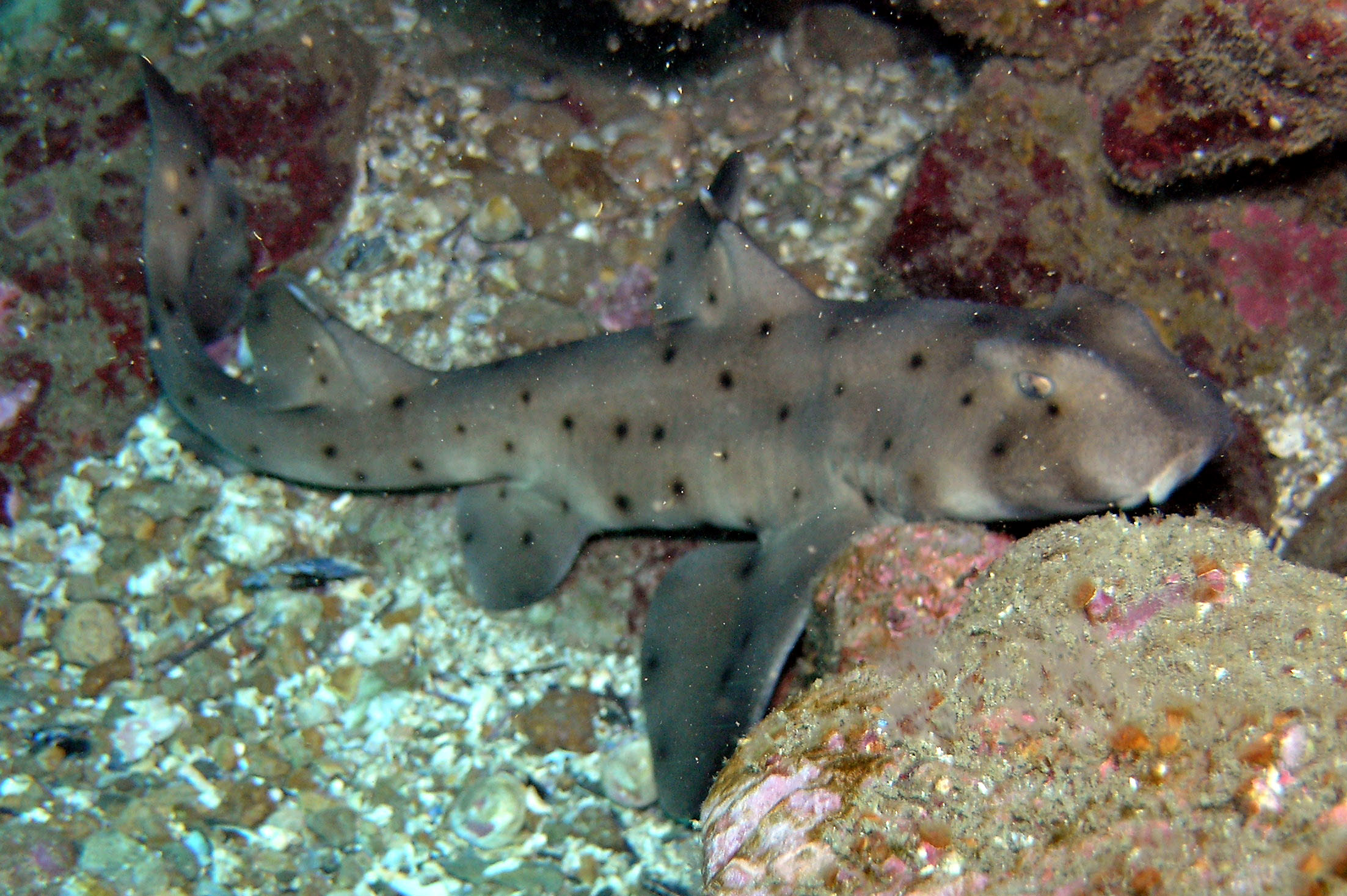
Szeret az aljzaton piheni
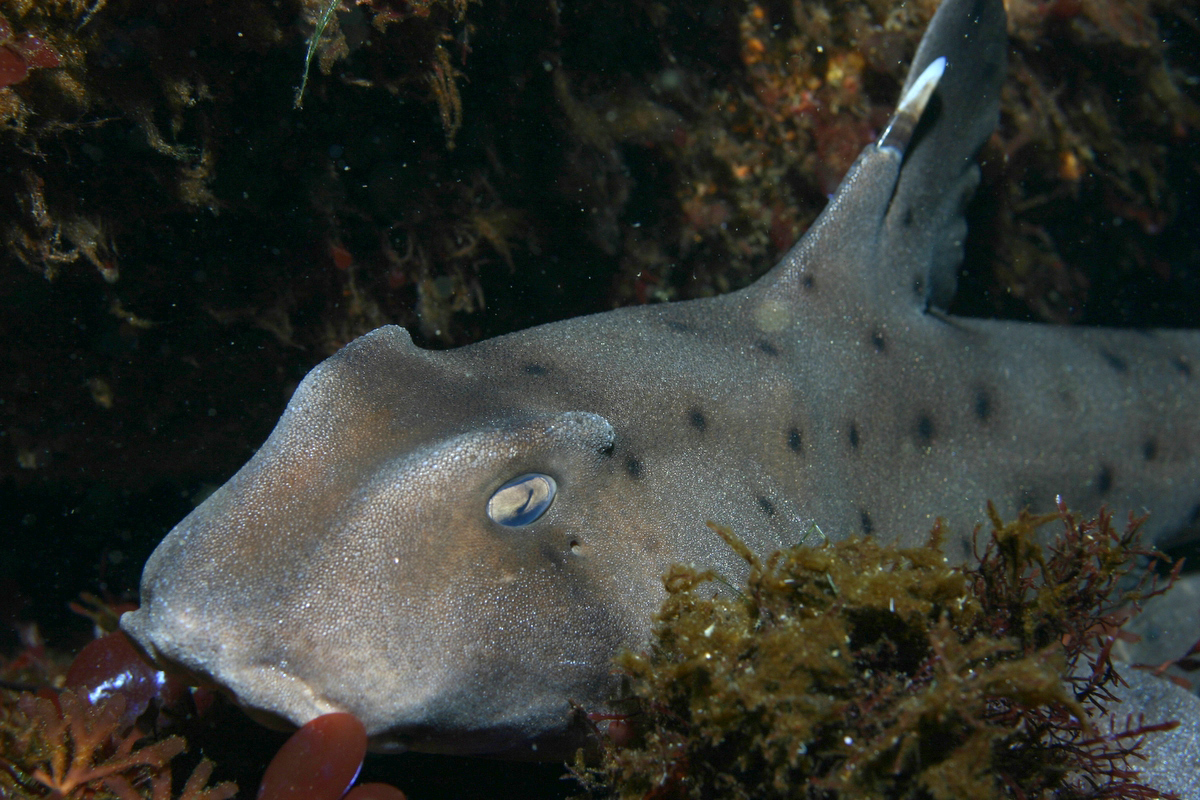
Közelkép
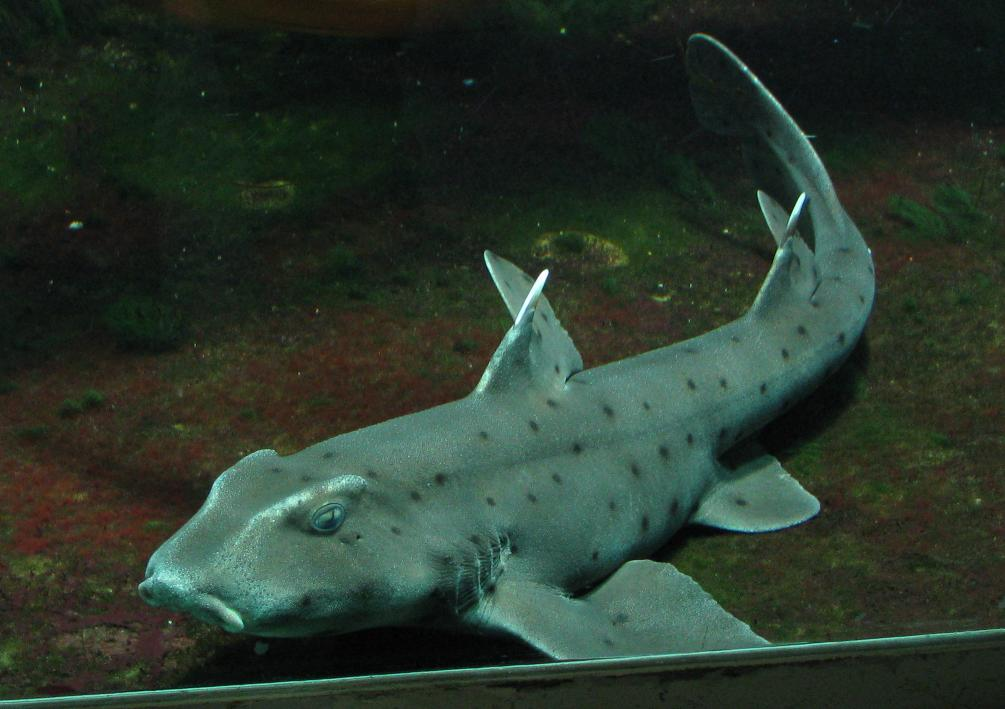
Jól látszanak a tüskéi
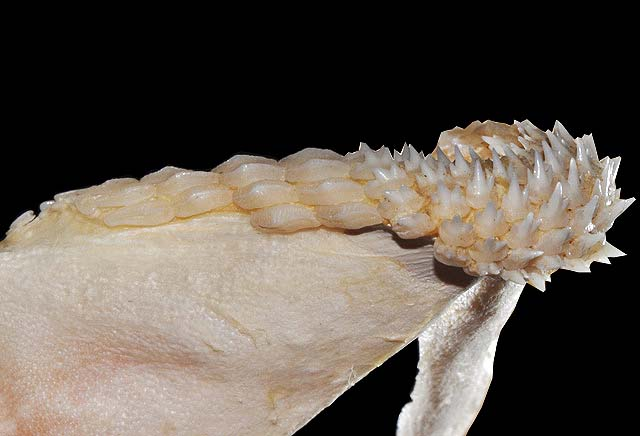
A fogazata
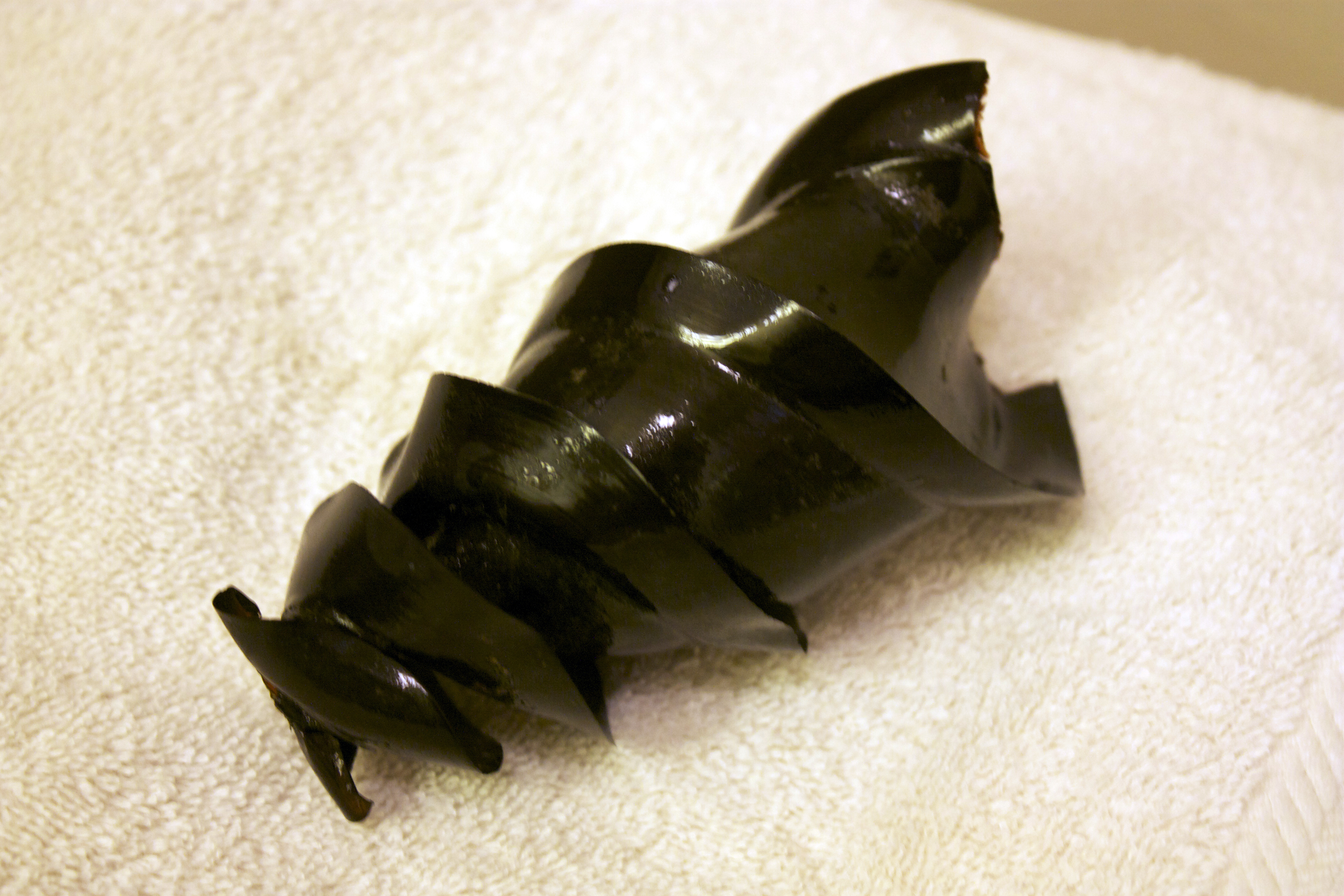
A tojástokja